# Georgi Seganov
Georgi Seganov (in bulgaro Георги Сеганов?; Razlog, 10 giugno 1993) è un pallavolista bulgaro, palleggiatore dell'Alanya.

## Carriera

### Club
La carriera di Georgi Seganov inizia nel settore giovanile del CSKA Sofia, club con il quale esordisce nella Superliga bulgara nella stagione 2011-12, dove milita per cinque annate. Nella stagione 2016-17 viene ingaggiato dall'Argos di Sora, nella Superlega italiana, dove resta per un biennio. 
Nel campionato 2018-19 difende i colori del Maliye Piyango, impegnato nella Efeler Ligi turca, che disputa anche nell'annata seguente, stavolta con la maglia dell'Halkbank. Ritorna in Italia nella stagione 2020-21 per difendere i colori della Top Volley Latina, in Superlega, ma già nella stagione seguente torna a calcare i campi della massima divisione turca con il Cizre.
Nella stagione 2022-23 si sposta in Polonia per disputare la Polska Liga Siatkówki con la maglia del Katowice, mentre nella stagione seguente fa invece ritorno nella massima divisione turca, ingaggiato dal neopromosso Alanya.

### Nazionale
Dopo aver fatto parte delle nazionali giovanili bulgare, mentre nel 2013 debutta in nazionale maggiore, con la quale vince la medaglia d'oro al Memorial Hubert Wagner 2016, dove viene premiato come miglior palleggiatore.

## Palmarès

### Nazionale (competizioni minori)
- Memorial Hubert Wagner 2016

### Premi individuali
- 2016 - Memorial Hubert Wagner: Miglior palleggiatore